# Голубненська сільська рада
Голу́бненська сільська́ ра́да — колишній орган місцевого самоврядування в Березнівському районі Рівненської області. Адміністративний центр — село Голубне.

## Загальні відомості
- Голубненська сільська рада утворена в 1939 році.
- Територія ради: 26,761 км²
- Населення ради: 685 осіб (станом на 2001 рік)

## Населені пункти
Сільській раді були підпорядковані населені пункти:
- с. Голубне

## Склад ради
Рада складалася з 12 депутатів та голови.
- Голова ради: Кравець Микола Єремійович
- Секретар ради: Андрощук Олександр Васильович

### Керівний склад попередніх скликань
| ПІБ                       | Основні відомості                                                                     | Дата обрання | Дата звільнення |
| ------------------------- | ------------------------------------------------------------------------------------- | ------------ | --------------- |
| Кравець Микола Єремійович | Сільський голова, 1964 року народження, освіта вища, член Української Народної Партії | 26.03.2006   | 31.10.2010      |
| Кравець Микола Єремійович | Сільський голова, 1964 року народження, освіта вища, безпартійний                     | 31.10.2010   |                 |

Примітка: таблиця складена за даними сайту Верховної Ради України